# Den parlamentariske Kommission
Ved Den parlamentariske Kommission forstås almindeligvis en række kommissioner og kommissionsdomstole, som var nedsat i perioden 1945-56 for at undersøge visse forhold i forbindelse med den tyske besættelse af Danmark.

Kommissionerne og kommissionsdomstolene var nedsat af Folketinget i henhold til § 45 i grundloven af 1915 (§ 51 i   grundloven af 1953). Denne paragraf siger at 
Folketinget kan nedsætte kommissioner af sine medlemmer til at undersøge almenvigtige sager. Kommissionerne er berettigede til at fordre skriftlige eller mundtlige oplysninger af såvel private borgere som af offentlige myndigheder.

Den oprindelige kommission, nedsat af Folketinget den 15. juni 1945, havde følgende opgave:
Undersøgelse af samtlige politiske og militære forhold, som kan tjene til bedømmelse af, hvorvidt der er grundlag for at gøre ansvar gældende over for ministre eller andre særlig ansvarlige i forbindelse med Danmarks besættelse af tyske tropper den 9. april 1940.
Kommissionen gjorde især meget ud af to forhold:
- Om der på forhånd var truffet aftaler med den tyske regering om besættelsen (den såkaldte Rostock-myte). Der blev ikke fundet belæg for myten, men den lever fortsat i visse kredse.
- Årsagen til at kanonen på Middelgrundsfortet, som skulle skyde varselsskud mod de indtrængende tyske skibe den 9. april om morgenen, klikkede.  Man fandt frem til, at det skyldtes mandskabets manglende kendskab til betjening af kanonen.

De kommissioner, som efterfulgte den første, fik til opgave generelt at undersøge om ministre eller andre kunne drages til ansvar for deres embedsførelse under besættelsen, og at undersøge den politiske virksomhed under besættelsen, som skønnedes at indeholde anslag mod folkestyret og den hidtidige statsretlige praksis.
Kommissionerne havde 23 medlemmer, som valgtes af og blandt Folketingets medlemmer. Formand fra 1945-50 var dommer Aage G. Holm, Vestervig. MF (V). Fra 1950-56 var Holger Eriksen (Soc.-dem.) formand.
Kommissionernes beretninger udkom successivt og fylder med bilag 38 bind. Disse bind er et meget vigtigt kildemateriale til besættelsens historie.
Det endelige resultat blev, at kommissionerne fastslog, at der nok var begået fejl, men at der ikke var grundlag for at drage nogen til ansvar.
Det har altid været et kritikpunkt mod Den parlamentariske Kommission, at politikerne her blev sat til at undersøge sig selv.